# روبرت رايموند (دراج)
روبرت رايموند هو دراج بلجيكي، ولد في 14 أبريل 1930 في Jambes ‏ في بلجيكا.

## وصلات خارجية
- روبرت ريمون على موقع أرشيف الدراجات (الإنجليزية)
- روبرت ريمون على موقع إحصائيات الدراجات الإحترافية (الإنجليزية)
- روبرت ريمون على موقع أوليمبيديا (الإنجليزية)